# Mohammed Abdul Karim
Mohammed Abdul Karim znany jako Munshi, (ur. 1863 w Lalitpurze; zm. w kwietniu 1909 w Agrze) – indyjski powiernik królowej Wiktorii, hafiz.

## Biografia
Muhammad Abdul Karim urodził się w miejscowości Lalitpur w pobliżu miasta Jhansi w brytyjskich Indiach, w rodzinie członka personelu szpitalnego. Miał starszego brata Abdula Aziza i cztery młodsze siostry. W dzieciństwie uczył się języka perskiego i urdu. Jako nastolatek podróżował do Północnych Indii i Afganistanu, a w młodym wieku otrzymał ochronę od brytyjskiego urzędnika, który mu pomagał zorganizować podróże więźniów-tkaczy dywanów do Anglii i wystawę wyrobów ze złota dla królowej Wiktorii.
W roku 1887 z okazji złotego jubileuszu królowej został jednym z dwóch Hindusów wybranych jako słudzy Królowej. Zaprzyjaźnił się z królową, która nadała mu tytuł Munshi, czyli stanowisko urzędnika lub nauczyciela.
W listopadzie 1899 ponownie wyjechał do Indii i powrócił do Anglii w listopadzie 1900 i po kilku miesiącach królowa zmarła, a po jej pogrzebie został odesłany przez króla Edwarda VII z powrotem do Indii, gdzie zmarł w kwietniu 1909. i został pochowany w mauzoleum. Jego korespondencja z królową została przejęta przez władze brytyjskie. Był dwukrotnie żonaty. Pisarka Shrabani Basu w oparciu o zapiski królowej i dziennik Karima w 2010 opublikowała książkę "Victoria i Abdul".
Na podstawie przyjaźni królowej i Karima powstał film pt. Powiernik królowej.

## Odznaczenia
- Order Cesarstwa Indyjskiego[5]
- Królewski Order Wiktoriański[5]